# Svend Nielsen
Svend Aage Thorvald Michael Nielsen (ur. 27 września 1892 w Aarhus, zm. 15 marca 1957 tamże) – duński zapaśnik walczący w obu stylach. Dwukrotny olimpijczyk. Zajął dziewiąte i jedenaste w Paryżu 1924 i dziewiąte w Antwerpii 1920. Walczył w wadze średniej i półciężkiej.
Brązowy medalista mistrzostw świata w 1922. Mistrz Danii w latach 1916–1921, 1923, 1924, 1926 i 1928.

## Letnie Igrzyska Olimpijskie 1920
| Konkurencja          | Rundy eliminacyjne    | Rundy eliminacyjne     | Klas. końcowa |
| Konkurencja          | 1/16                  | 1/8                    | Miejsce       |
| -------------------- | --------------------- | ---------------------- | ------------- |
| 75 kg styl klasyczny | Willem Leloux (LUX) Z | Matti Perttilä (FIN) P | 9.            |

## Letnie Igrzyska Olimpijskie 1924
| Konkurencja            | Rundy eliminacyjne | Rundy eliminacyjne       | Rundy eliminacyjne      | Klas. końcowa |
| Konkurencja            | Przeciwnik I       | Przeciwnik II            | Przeciwnik III          | Miejsce       |
| ---------------------- | ------------------ | ------------------------ | ----------------------- | ------------- |
| 82,5 kg styl klasyczny | Jan Muijs (NED) Z  | Arnolds Baumanis (LAT) Z | Rudolf Svensson (SWE) P | 9.            |

| Konkurencja      | Rundy eliminacyjne     | Klas. końcowa |
| Konkurencja      | 1/8                    | Miejsce       |
| ---------------- | ---------------------- | ------------- |
| 79 kg styl wolny | Herschel Smith (USA) P | 11.           |